# Saurita pebasa
Saurita pebasa là một loài bướm đêm thuộc phân họ Arctiinae. Loài này được William James Kaye mô tả năm 1918. Loài này có ở Perú.